# Antonio Gómez Pérez (polític)
Antonio Gómez Pérez, va néixer el 18 de desembre de 1958 a Abarán (Múrcia). És un polític mallorquí, diputat al Parlament de les Illes Balears i membre del Govern Balear en la VIII Legislatura.
Es llicencià en dret i des de 2003 és agent de Medi ambient de la Comunitat Autònoma de les Illes Balears en excedència. Ha estat el coordinador de la campanya electoral del PP en les eleccions al Parlament de les Illes Balears de 2011 i a les eleccions municipals espanyoles de 2011 a Mallorca.
Va ser batle d'Escorca des de 1991 fins a 2011, i de 2003 a 2007 va ser director general de Caça, Protecció d'Espècies i Educació Ambiental.
Fou el vicepresident i conseller de presidència del Govern de les Illes Balears durant el govern de José Ramón Bauzá, s'encarregava de la coordinació de l'acció de Govern.
És tècnic en delineació i agent de medi ambient del Govern de les Illes Balears.